# Jacob Moscowicz

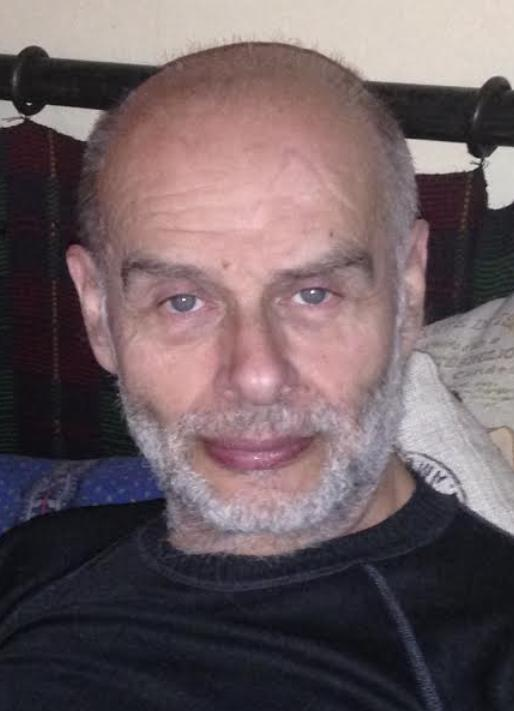
Moscovicz i Stockholm oktober 2014.

Jacob Moscowicz, egentligen Jakub Moscowicz, även kallad Piamorex eller Pixie, född den 19 augusti 1949 i Sovjetunionen, är en polsk-svensk pianist bosatt i Stockholm. Han är verksam som konsertpianist och ackompanjatör, med framträdanden bland annat i Stockholms konserthus och Sveriges Radio. Moscowicz har även arbetat som pianolärare på Södra Latins musikgymnasium.
Jacob Moscovicz studerade piano vid Musikhögskolorna i Polen, Österrike och Italien. Han fortsatte sina studier på Kungliga Musikhögskolan i Stockholm för professor Greta Eriksson. Jacob Moscovicz har framträtt på välrenommerade scener och gjort flera inspelningar för radio, TV och flera skivbolag. Han spelar verk av världens största tonsättare från olika stilar och epoker. Under 1970- och 80-talet samarbetade han med polska oppositionella organisationer i Sverige. För dessa insatser belönades han 1986 med Förtjänstkorset av Polens exilregering. Sedan 1989 samarbetar han med polska beskickningar för att utveckla kulturella relationer mellan Polen och Sverige. Han är en viktig främjare av polsk klassisk musik. Under Chopins 200-årsfirande i Sverige var hans insatser av stor betydelse.